# الاتحاد (مترو دبي)
الاتحاد هي محطة عبور سريع على الخطين الأخضر والأحمر لمترو دبي في دبي بالإمارات. هي واحدة من محطتي التحويل بين الخطوط، والأخرى هي برجمان. منذ أن بدأت الخدمة، استخدم أكثر من 16.224 مليون مسافر محطة الاتحاد حتى عام 2012، مما يجعلها المحطة الأكثر ازدحامًا على الشبكة.

## التاريخ
افتُتحت محطة الاتحاد في 9 سبتمبر 2009 كجزء من الامتداد الأولي لمترو دبي، مع تشغيل قطارات الخط الأحمر من سنتربوينت (الراشدية سابقا.) إلى إكسبو 2020  كانت المحطة واحدة من سبع محطات وسيطة بدأت الخدمة، مع إضافة محطات إضافية على الخط الأحمر بشكل متقطع خلال العام المُوالي. بعد عامين بالضبط، بدأ الخط الأخضر الخدمة. تشتهر المنطقة المحيطة بالمحطة بكمية كبيرة من القطط الضالة.

## الموقع
تقع محطة الاتحاد في منطقة ديرة أسفل ميدان الاتحاد. وهي واحدة من أقرب محطات المترو إلى الجزء المركزي من خور دبي. نتيجة لموقعها المركزي، تشمل المعالم السياحية والنقاط المثيرة للاهتمام والعديد من القنصليات والمباني الحكومية التابعة لبلدية دبي ومدينة الغرير مول ومستشفى مكتوم.

## تصميم المحطة
باعتبارها إحدى نقطتي التبادل بين الخطين الأخضر والأحمر، تُعدُّ محطة الاتحاد واحدة من أكثر المحطات تعقيدًا في مترو دبي. تمتد على مساحة 25,000 متر مربع (269,098 قدم2)، وهي أكبر محطة مترو أنفاق في العالم. يستخدم كلا الخطين منصة جانبية مع مسارين لكل منهما؛ تقترب مسارات الخط الأخضر من المحطة من الغرب أسفل شارع آل مكتوم، ثم ينعطف شمالًا تحت طريق عمر بن الخطاب، في حين أن الخط الأحمر يعبر خور دبي ويتحرك أسفل طريق عمر بن الخطاب قبل أن يتجه بحدة شرقاً تحت طريق الرقة.

## صور

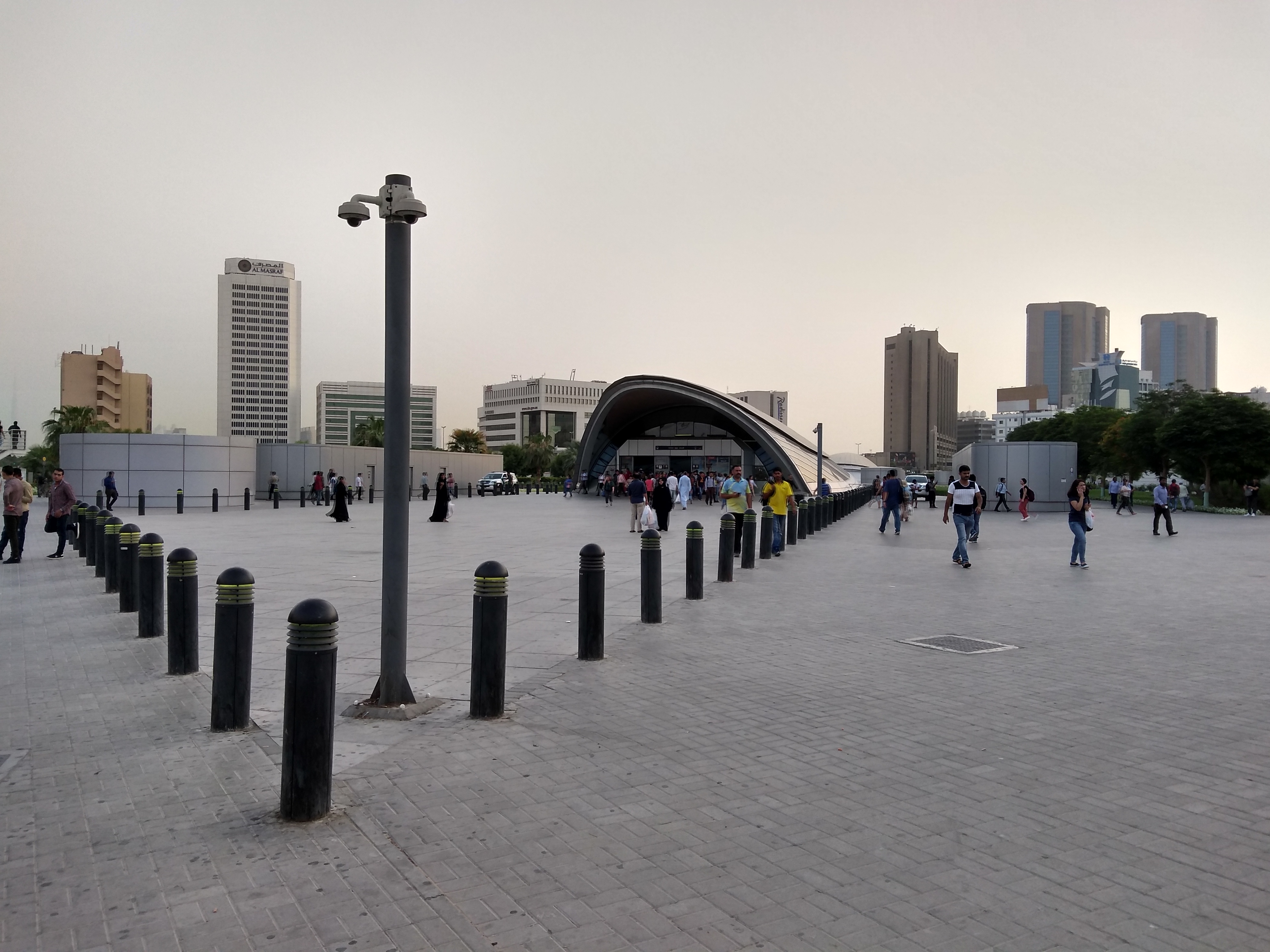

## التصميم
| المنصة           | الخط                  | التجاه                                                                |
| منصة الخط الأحمر | منصة الخط الأحمر      | منصة الخط الأحمر                                                      |
| ---------------- | --------------------- | --------------------------------------------------------------------- |
| الراشدية         | ■ الخط الأحمر (أعلى)  | بالنسبة إلى ديرة سيتي سنتر، ومبنى المطار 1، ومبنى المطار 3، والراشدية |
| الإمارات للصرافة | ■ الخط الأحمر (لأسفل) | لبرج خليفة/دبي مول، وداماك العقارية، والإمارات للصرافة                |
| منصة الخط الأخضر |                       |                                                                       |
| اتصالات          | ■ الخط الأخضر (أعلى)  | للملعب، واتصالات، والمنطقة الحرة بمطار دبي                            |
| جدول             | ■ الخط الأخضر (لأسفل) | برجمان، والخور                                                        |